# Gaichi
Vanjske zemlje (jap. kanji 外地, hiragana がいち, romaji gaichi) bio je predratni (prije drugoga svjetskog rata) službeni naziv za teritorije Japana kojim se razlikovalo "vanjske" od "unutarnjeg" teritorija (naichi). Gaichi su bile japanske kolonije u istočnoj Aziji. Meijijevski ustav, članak 1. Općeg zakona Kyōtsūhōa (kanji: 共通法, hiragana: きょうつうほう) sadrži nabrojane teritorije koji spadaju u odgovarajuće skupine. Taj zakon nikad nije ukinut, ali izgubio je snagu sprovođenja nakon što je Japan izgubio sve svoje kolonije (gaichi) nakon Drugoga svjetskog rata. Vanjske zemlje bile su dijelom Japanskog Carsstva, ali ne pod izravnom upravom središnje vlasti. 
Vanjske zemlje bili su:
- Chōsen (Koreja; kanji 大日本帝國 (朝鮮),  romaji Dai Nippon Teikoku (Chōsen) / kanji 日本統治時代の朝鮮, hiragana にほんとうちじだいのちょうせん )
- Tajvan (kanji 日本統治時代の台湾, hiragana にほんとうちじだいのたいわん )
- Kvantunška provincija, najmljeni teritorij (kanji 關東州, romaji Kantō-shū, hiragana かんとうしゅう )
- Karafuto (od 1905. do 1907.) (kanji 樺太庁, hiragana からふとちょう, romaji Karafuto-chō )
- Južnotihooceanski mandat (u Japanu: "Japanski mandat za Otoke južnih mora" (kanji 日本委任統治領南洋群島, romaji Nihon Inin Tōchi-ryō Nan'yō Guntō, odnosno kanji 南洋諸島, hiragana なんようしょとう )[1] kojima je upravljala Nan'yōska vlada ( kanji 南洋庁, romaji Nan'yō Chō); otoci Nan'yō, bivša njemačka Nova Gvineja